# Belgische kwalificatie voor het Europees kampioenschap voetbal 1992
België nam van oktober 1990 tot november 1991 deel aan de kwalificatiecampagne voor het EK 1992 in Zweden, maar wist zich niet te plaatsen voor het eindtoernooi. De mislukte campagne betekende het definitieve einde van Guy Thys als bondscoach van de Rode Duivels.

## Kwalificatie

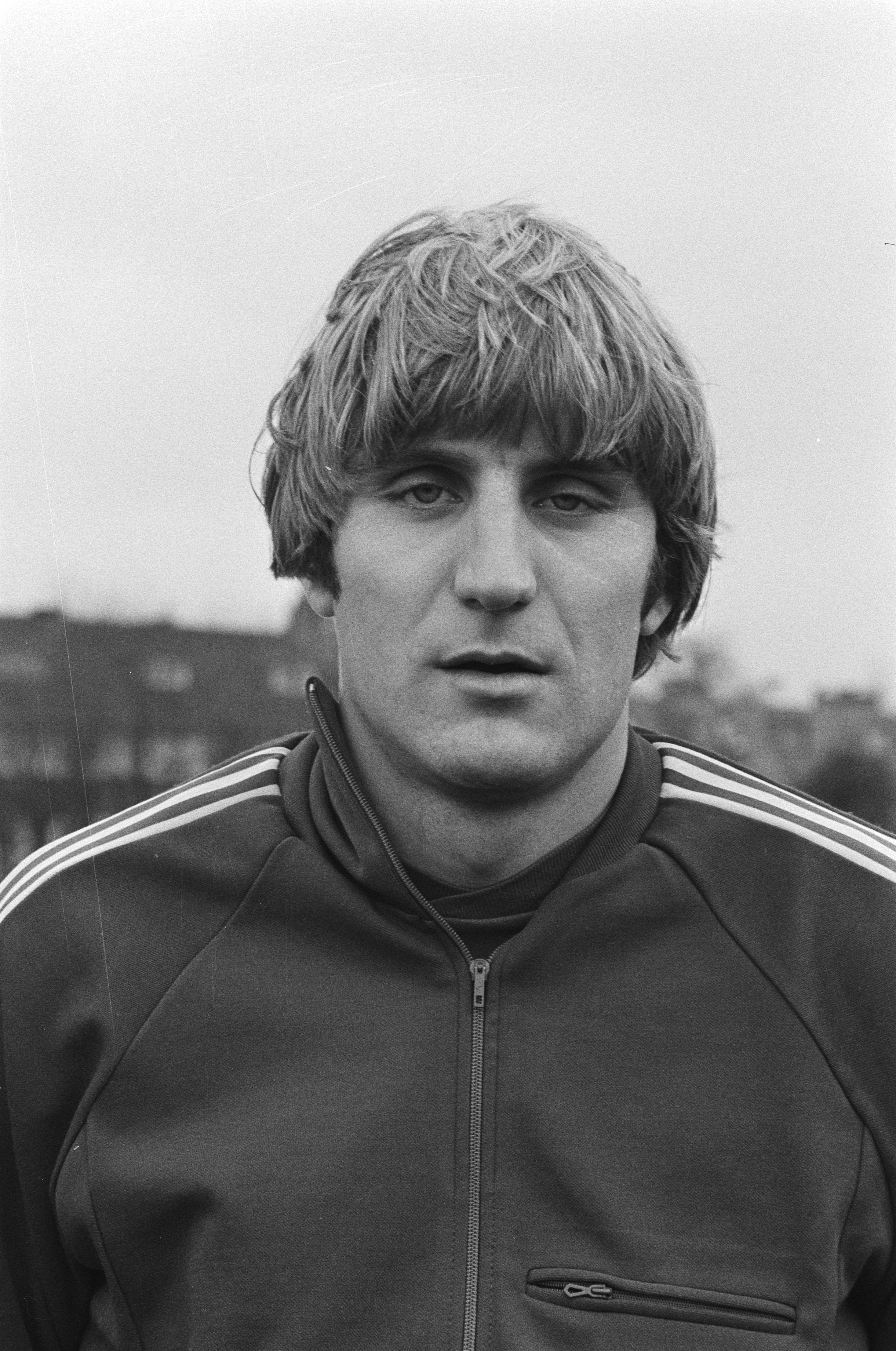
Jan Ceulemans speelde op 27 februari 1991 zijn laatste interland voor de Rode Duivels.

België begon op 17 oktober 1990 aan de kwalificatiecampagne. Het eerste duel was een uitwedstrijd tegen Wales. De Rode Duivels kwamen 0-1 voor via een afstandsschot Bruno Versavel. Nog voor de rust maakte Wales via Ian Rush gelijk. Na de pauze zorgden Dean Saunders en Mark Hughes ervoor dat Wales de twee punten thuis hield.
In februari 1991 nam België het voor eigen volk op tegen buurland Luxemburg. Het kleine voetballand werd met 3-0 verslagen dankzij goals van Erwin Vandenbergh, Jan Ceulemans en Enzo Scifo. Een maand later volgde de tweede confrontatie met Wales. In eigen land raakte België ditmaal niet verder dan een gelijkspel. Het kreeg nochtans een doelpunt cadeau van de Welshmen. Marc Degryse reageerde het snelst op een slechte terugspeelbal en tikte de openingstreffer tegen de netten. Via een doelpunt van opnieuw Saunders werd het uiteindelijk 1-1.
Op 1 mei 1991 werkten de Rode Duivels het eerste duel tegen regerend wereldkampioen Duitsland af. De wedstrijd in Berlijn eindigde na een doelpunt van Lothar Matthäus in een nipte zege voor Duitsland. Door de nederlaag waren de Belgen uitgeschakeld. Na het duel ruimde bondscoach Guy Thys plaats voor Paul Van Himst.
Onder Van Himst won België in september 1991 met 0-2 van Luxemburg dankzij doelpunten van Scifo en Degryse. Een maand later verloor België opnieuw met het kleinste verschil van Duitsland. Het werd 0-1 via een goal van Rudi Völler. De Belgen sloten de kwalificatiecampagne af op een teleurstellende derde plaats.
De EK-kwalifcatiecampagne betekende het definitieve einde van de succesvolle generatie die in 1980 vice-Europees kampioen was geworden en zes jaar later vierde op het WK in Mexico. Niet alleen nam bondscoach Guy Thys afscheid van de Rode Duivels, ook spelers als Jan Ceulemans, Erwin Vandenbergh, Stéphane Demol en Eric Gerets verdwenen in 1991 uit de nationale ploeg.

### Kwalificatieduels
| 17 oktober 1990   | Wales     | 3 – 1 | België    |
| 27 februari 1991  | België    | 3 – 0 | Luxemburg |
| 27 maart 1991     | België    | 1 – 1 | Wales     |
| 1 mei 1991        | Duitsland | 1 – 0 | België    |
| 11 september 1991 | Luxemburg | 0 – 2 | België    |
| 20 november 1991  | België    | 0 – 1 | Duitsland |

### Stand groep 5
|   | Land      | Wed | W | G | V | DV | DT | DS  | Pnt |
| - | --------- | --- | - | - | - | -- | -- | --- | --- |
| 1 | Duitsland | 6   | 5 | 0 | 1 | 13 | 4  | +9  | 10  |
| 2 | Wales     | 6   | 4 | 1 | 1 | 8  | 6  | +2  | 9   |
| 3 | België    | 6   | 2 | 1 | 3 | 7  | 6  | +1  | 5   |
| 4 | Luxemburg | 6   | 0 | 0 | 6 | 2  | 14 | -12 | 0   |

## Technische staf
|                 |                 |               |                    |
| Functie         | Naam            | Nationaliteit | Opmerking          |
| Bondscoach      | Paul Van Himst  | België        | Vanaf 14 mei 1991. |
| Bondscoach      | Guy Thys (foto) | België        | Tot 14 mei 1991.   |
| Assistent-coach | Michel Sablon   | België        |                    |

## Uitrustingen
Sportmerk: adidas
| Thuis | Uit |

## Doelpuntenmakers
| Naam              | Goals | GW |
| ----------------- | ----- | -- |
| Enzo Scifo        | 2     | 6  |
| Marc Degryse      | 2     | 5  |
| Bruno Versavel    | 1     | 4  |
| Jan Ceulemans     | 1     | 2  |
| Erwin Vandenbergh | 1     | 2  |

KBVB · A-internationals · Selecties · Statistieken · Bondscoaches · Belgisch vrouwenelftal · Olympisch elftal · België U21 · België U20 · België U19 · België U18 · België U17 · België U16 · Vrouwen U19 · Vrouwen U17
Albanië ·
Algerije ·
Andorra ·
Argentinië ·
Armenië ·
Australië ·
Azerbeidzjan ·
Bosnië en Herzegovina · 
Brazilië ·
Bulgarije ·
Burkina Faso ·
Canada ·
Chili ·
Colombia ·
Costa Rica ·
Cyprus ·
DDR ·
Denemarken ·
Duitsland ·
Egypte ·
El Salvador ·
Engeland ·
Estland ·
Faeröer ·
Finland ·
Frankrijk ·
Gabon ·
Gibraltar ·
Griekenland ·
Hongarije ·
Ierland ·
IJsland ·
Irak ·
Israël ·
Italië ·
Ivoorkust ·
Japan ·
Joegoslavië ·
Kazachstan ·
Kroatië · 
Letland ·
Litouwen ·
Luxemburg ·
Malta ·
Marokko ·
Mexico ·
Montenegro · 
Nederland ·
Noord-Ierland ·
Noord-Macedonië ·
Noorwegen ·
Oekraïne ·
Oostenrijk ·
Panama · 
Paraguay ·
Peru ·
Polen ·
Portugal ·
Qatar ·
Roemenië ·
Rusland ·
San Marino ·
Saoedi-Arabië ·
Schotland ·
Servië ·
Servië en Montenegro ·
Slovenië ·
Slowakije ·
Sovjet-Unie ·
Spanje ·
Tsjechië ·
Tsjecho-Slowakije ·
Tunesië · 
Turkije · 
Uruguay · 
Verenigde Staten · 
Wales · 
Wit-Rusland ·
Zambia · 
Zuid-Korea · 
Zweden · 
Zwitserland
Algerije (2014) ·
Argentinië (2014) · 
Brazilië (2018) · 
Canada (2022) · 
Denemarken (2021) · 
Engeland (2018, 1) · 
Engeland (2018, 2) · 
Finland (2021) · 
Frankrijk (1904) ·
Frankrijk (2018) · 
Ierland (2016) · 
Italië (2016) · 
Italië (2021) · 
Japan (2018) · 
Kroatië (2022) · 
Marokko (2022) · 
Nederland (1985) · 
Panama (2018) ·
Polen (1982) · 
Portugal (2021) · 
Rusland (2014) · 
Rusland (2021) · 
Sovjet-Unie (1982) · 
Tunesië (2018) · 
Verenigde Staten (2014) ·
West-Duitsland (1980) · 
Zuid-Korea (2014)